# Forvik
Forvik (eller Forvika) är en by som utgör centralort i Vevelstads kommun i Nordland fylke i norra Norge. Orten ligger där fylkesväg 17 möter fylkesväg 7252 och fylkesväg 7254. Den har, som en del av fylkesväg 17, färjeförbindelse med orten Tjøtta i Alstahaugs kommun.
Söder om byn ligger Vevelstads kyrka.

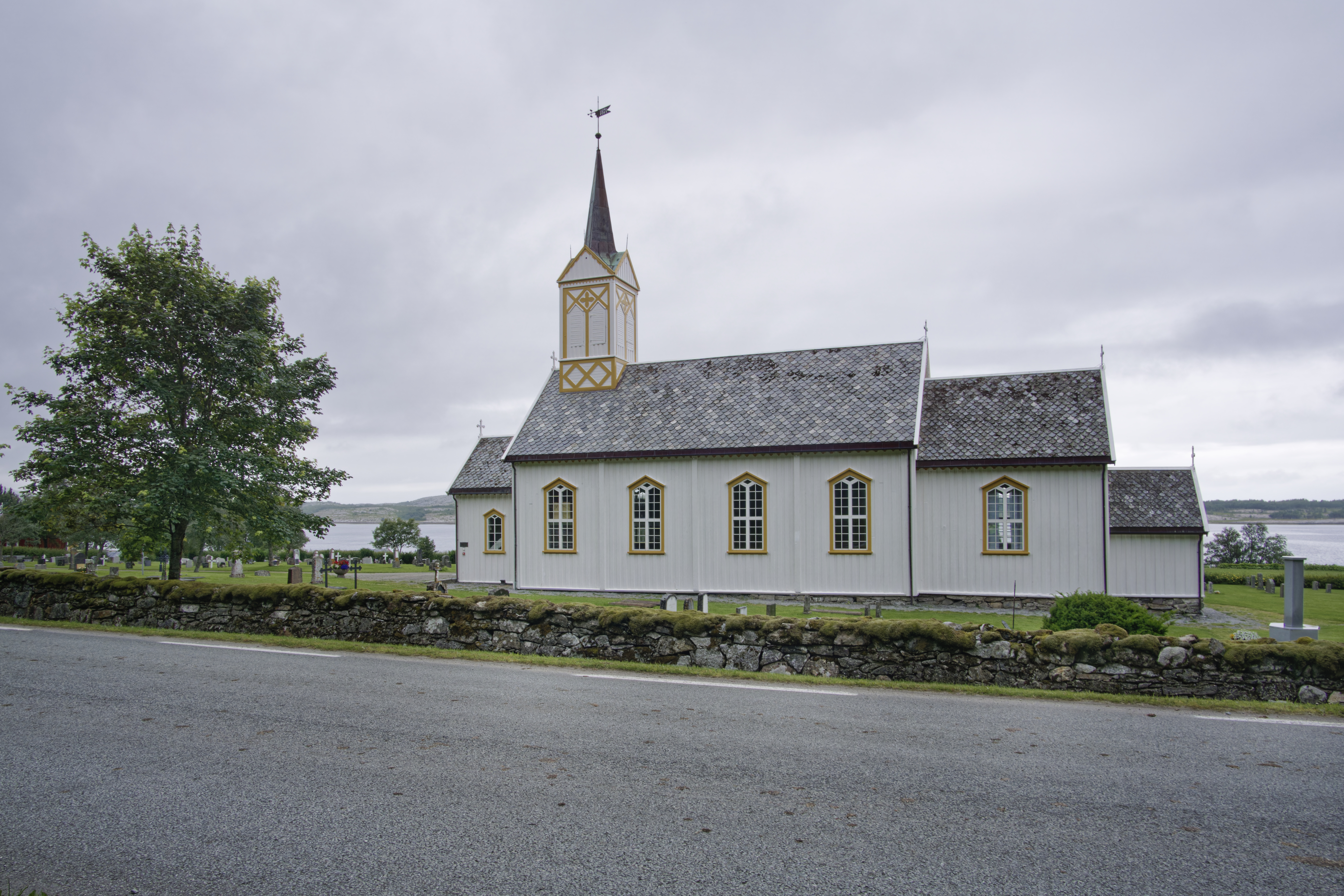
Vevelstads kyrka.